# Constance Garnett

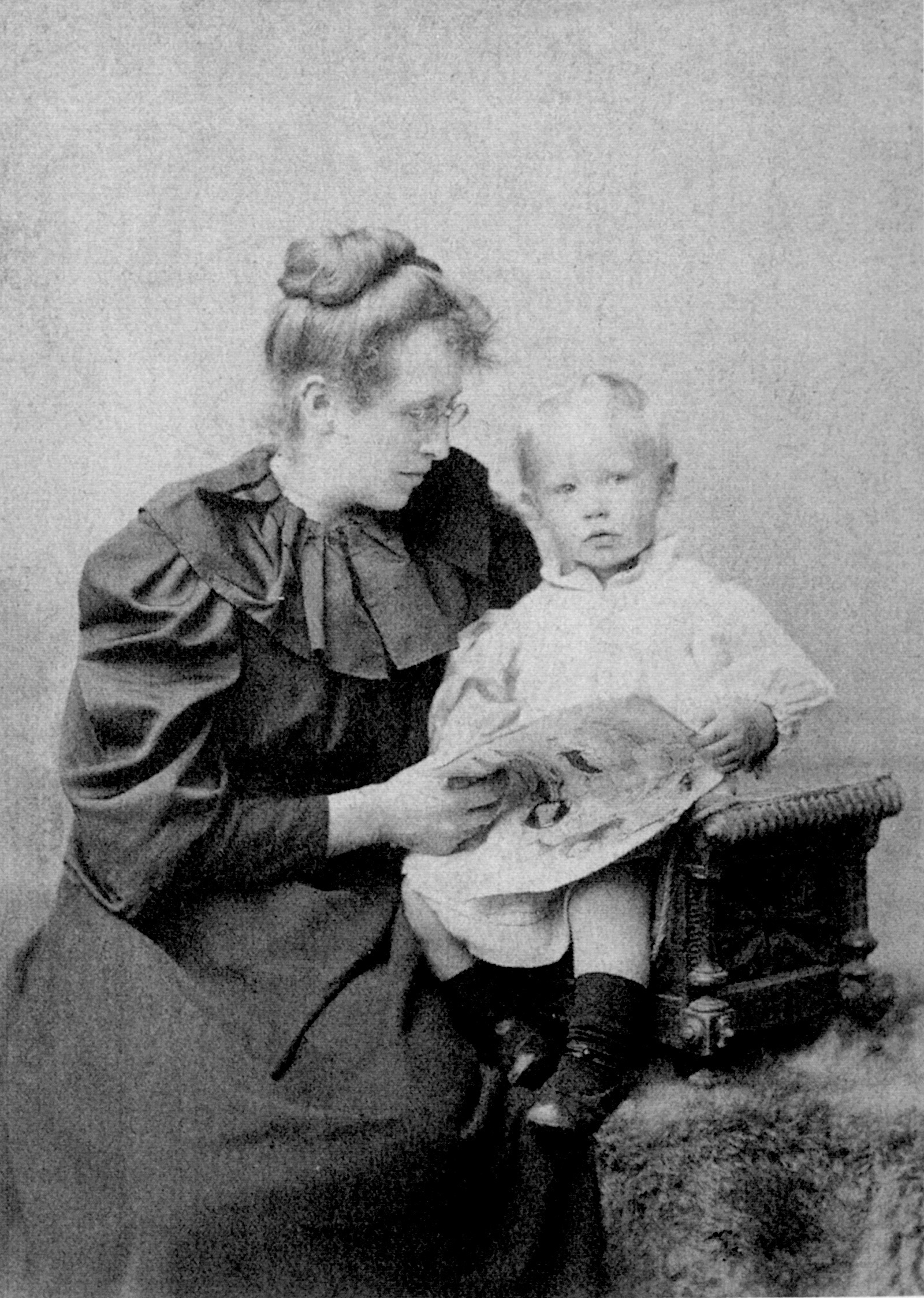
Constance Garnett mit ihrem Sohn David, 1890er Jahre

Constance Clara Garnett, geborene Black (* 19. Dezember 1861 in Brighton; † 17. Dezember 1946 in The Cearne, Crockham Hill, Kent) war eine britische Übersetzerin russischer Literatur des 19. Jahrhunderts. Sie war die erste englische Übersetzerin, die zahlreiche Bände von Anton Tschechow ins Englische übertragen hat und die erste, die fast die gesamte Belletristik von Fjodor Dostojewski ins Englische übersetzt hat. Sie übertrug auch Werke von Iwan Turgenew, Leo Tolstoi, Nikolai Gogol, Iwan Gontscharow, Alexander Nikolajewitsch Ostrowski und Alexander Herzen ins Englische. Insgesamt übersetzte sie 71 Bände russischer Literatur, von denen viele heute noch im Druck sind.

## Leben
Garnett wurde als sechstes von acht Kindern des Anwalts David Black (1817–1892), später Stadtschreiber und Gerichtsmediziner, und seiner Frau Clara Maria Patten (1825–1875), Tochter des Malers George Patten, geboren. Ihr Bruder war der Mathematiker Arthur Black, und ihre Schwester war die Arbeiterorganisatorin und Schriftstellerin Clementina Black. Ihr Vater wurde 1873 gelähmt, und zwei Jahre später starb ihre Mutter an einem Herzinfarkt, nachdem sie ihn von seinem Stuhl in sein Bett gehoben hatte.
Sie wurde zunächst an der Brighton and Hove High School unterrichtet. Danach studierte sie mit einem Regierungsstipendium Latein und Griechisch am Newnham College in Cambridge. 1883 zog sie nach London, wo sie zunächst als Gouvernante und dann als Bibliothekarin an der People's Palace Library arbeitete. Durch ihre Schwester Clementina lernte sie Richard Garnett, den damaligen Keeper of Printed Materials am British Museum, und dessen Sohn Edward Garnett kennen, den sie am 31. August 1889 in Brighton heiratete. Edward wurde, nachdem er als Verlagslektor für T. Fisher Unwin, William Heinemann und Duckworth gearbeitet hatte, zu einem angesehenen Lektor für den Verlag Jonathan Cape. Im Sommer 1891, als sie mit ihrem einzigen Kind schwanger war, wurde sie von Edward dem russischen Exilanten Felix Wolchowski vorgestellt, der ihr Russisch beibrachte. Er machte sie auch mit seinem Exilkollegen Sergius Stepniak und dessen Frau Fanny bekannt. Bald darauf begann Garnett, mit Stepniak zusammenzuarbeiten und russische Werke zur Veröffentlichung zu übersetzen; ihre ersten veröffentlichten Übersetzungen waren Eine alltägliche Geschichte von Iwan Gontscharow und Das Himmelreich in euch von Leo Tolstoi. Letzteres wurde veröffentlicht, während sie Anfang 1894 ihre erste Reise nach Russland unternahm. Nach Besuchen in Moskau und Sankt Petersburg reiste sie nach Jasnaja Poljana, wo sie Tolstoi traf. Auch wenn dieser Interesse daran bekundete, dass sie weitere seiner religiösen Werke übersetzen sollte, hatte sie bereits mit der Arbeit an den Romanen von Turgenjew begonnen und setzte diese nach ihrer Rückkehr fort. Zunächst arbeitete sie mit Stepniak an ihren Übersetzungen; nach seinem frühen Tod 1895 arbeitete Stepniaks Frau Fanny mit ihr. Ab 1906 war ihre bevorzugte Zuarbeiterin ein russisches Mädchen, Natalie Duddington, die sie in Russland kennengelernt hatte und in der sie „echte intellektuelle Gesellschaft“ fand.
In den nächsten vier Jahrzehnten produzierte Garnett englischsprachige Versionen von Dutzenden von Bänden von Tolstoi, Gogol, Gontscharow, Dostojewski, Turgenjew, Ostrovski, Herzen und Tschechow.
Ihr Sohn und einziges Kind, David Garnett, ließ sich zum Biologen ausbilden und schrieb später Romane.
In den späten 1920er Jahren war Garnett gebrechlich und halbblind. Nach der Veröffentlichung von Three Plays mit drei Stücken von Turgenjew (1934) gab sie das Übersetzen auf. Nach dem Tod ihres Mannes im Jahr 1937 zog sie sich sehr zurück. Sie entwickelte ein Herzleiden, das mit Atemnot einherging, und in ihren letzten Jahren musste sie mit Krücken gehen. Sie starb in The Cearne, Crockham Hill, Kent, im Alter von 84 Jahren.

## Rezeption und Nachleben
Constance Garnett übersetzte 71 Bände russischer Literatur, und ihre Übersetzungen wurden von zahlreichen Kritikern und Autoren, darunter Joseph Conrad und D. H. Lawrence, hoch gelobt. Ernest Hemingway bewunderte ihre Übersetzungen von Fjodor Dostojewski und erzählte einmal einem Freund, dass er nicht in der Lage war, Leo Tolstois Krieg und Frieden durchzulesen, bis „ich die Constance-Garnett-Übersetzung bekam“. Trotz einiger Beschwerden darüber, veraltet zu sein, werden ihre Übersetzungen auch heute noch nachgedruckt.
Allerdings hatte Garnett auch Kritiker, insbesondere die prominenten russisch-stämmigen Autoren Vladimir Nabokov und Joseph Brodsky. Nabokov sagte, dass Garnetts Übersetzungen „trocken und flach und immer unerträglich nüchtern“ seien. Nabokovs Kritik an Garnett kann jedoch wohl im Lichte seines öffentlich geäußerten Ideals gesehen werden, dass der Übersetzer männlich sein sollte. Brodsky kritisierte vor allem, dass Garnett die unterschiedlichen Autorenstimmen verschiedener russischer Autoren verwische:
„The reason English-speaking readers can barely tell the difference between Tolstoy and Dostoyevsky is that they aren't reading the prose of either one. They're reading Constance Garnett.“
David Foster Wallace kritisierte Garnetts Übertragungen als „unerträglich viktorianisch“.
In ihren Übersetzungen arbeitete sie schnell und glättete bestimmte Details zugunsten der „Lesbarkeit“, besonders in ihren Übersetzungen von Dostojewski. In Fällen, in denen sie ein Wort oder einen Satz nicht verstand, ließ sie diesen Teil aus.
Ihre Übersetzungen von Iwan Turgenjew und Anton Tschechow wurden von Rachel May in ihrer Studie über das Übersetzen russischer Klassiker, The Translator in the Text: On Reading Russian Literature in English, ausführlich gewürdigt. Auch Mays Studie kritisierte Garnett jedoch für ihre Tendenz zur „stilistischen Homogenisierung“, die jene „Eigenheiten der Erzählstimme und des Dialogs auslöschte, die verschiedene Autoren besaßen“, und für ihre prüde Wortwahl May analysierte auch, wie Garnetts Übersetzungen jahrzehntelang von der Kritik unhinterfragt bejubelt wurden, weil „she suited the needs of her time so well, that no one knew what questions to ask“.
Kornei Tschukowski würdigte Garnett dafür, dass sie Millionen von englischen Lesern in die russische Literatur eingeführt hätte, und lobte ihre Übersetzungen von Turgenjew mit der Feststellung, dass sie „den Originalen in der Tonalität völlig entsprechen“. Er verurteilte aber ihre anderen Übersetzungen und schrieb, dass sie Dostojewskis Stil völlig verzerrt habe: „kein Vulkan, sondern ein glatter, nach englischer Art gemähter Rasen“ Gleiches sah er auch bei ihrer Übersetzung von Tolstois Der Tod des Iwan Iljitsch. Er kam zu dem Schluss, dass:
„[H]er translations of the works of Gogol, Dostoyevsky, and Chekhov have to be done over. All of her translations seem insipid, pale, and – worst of all – trivial... [H]er translations would have been considerably better if they had been submitted at the time to the intense scrutiny of critics... But there was no criticism“
1994 verglich Donald Rayfield die Übersetzungen von Garnett mit den neuesten wissenschaftlichen Versionen von Tschechows Erzählungen und kam zu dem Schluss:
„While she makes elementary blunders, her care in unravelling difficult syntactical knots and her research on the right terms for Chekhov's many plants, birds and fish are impressive... Her English is not only nearly contemporaneous to Chekhov's, it is often comparable.“
Spätere Übersetzer wie Rosemary Edmonds und David Magarshack nutzten Garnetts Übersetzungen nichtsdestoweniger als Vorlage für ihre eigene Arbeit.
Für seine Norton Critical Edition von Die Brüder Karamasow stützte sich Ralph Matlaw in seiner überarbeiteten Fassung auf ihre Übersetzung.